# Municipio de Lenox (Ohio)
El municipio de Lenox (en inglés: Lenox Township) es un municipio ubicado en el condado de Ashtabula en el estado estadounidense de Ohio. En el año 2010 tenía una población de 1450 habitantes y una densidad poblacional de 22,99 personas por km².

## Geografía
El municipio de Lenox se encuentra ubicado en las coordenadas 41°40′56″N 80°46′34″O / 41.68222, -80.77611. Según la Oficina del Censo de los Estados Unidos, el municipio tiene una superficie total de 63.08 km², de la cual 62,95 km² corresponden a tierra firme y (0,21 %) 0,13 km² es agua.

## Demografía
Según el censo de 2010, había 1450 personas residiendo en el municipio de Lenox. La densidad de población era de 22,99 hab./km². De los 1450 habitantes, el municipio de Lenox estaba compuesto por el 97,17 % blancos, el 1,79 % eran afroamericanos, el 0,41 % eran amerindios, el 0,07 % eran asiáticos, el 0,14 % eran de otras razas y el 0,41 % eran de una mezcla de razas. Del total de la población el 1,1 % eran hispanos o latinos de cualquier raza.